# Carne de Bísaro Transmontano
O Carne de Bísaro Transmontano DOP ou Carne de Porco Transmontano DOP é um produto de origem portuguesa com Denominação de Origem Protegida pela União Europeia (UE) desde 15 de dezembro de 2007.

## Agrupamento gestor
O agrupamento gestor das denominações de origem protegidas "Carne de Bísaro Transmontano" e "Carne de Porco Transmontano" é a ANCSUB - Associação Nacional de Criadores de Suínos da Raça Bísara.